# Brachynomada scotti
Brachynomada scotti là một loài Hymenoptera trong họ Apidae. Loài này được Rozen mô tả khoa học năm 1997.